# Gilles Perret
Gilles Perret (Mieussy, Alta Savoia, 16 de juny de 1968) és director de cinema, guionista i documentalista francès.

## Biografia
Quan era adolescent, Gilles Perret va ser criat pel seu pare, un treballador que era membre de la CGT. Després d'estudiar enginyeria electrònica a Clarmont d'Alvèrnia, va decidir dedicar-se al cinema.
El 1998 va fer el seu primer documental, Trois frères pour une vie..., que segueix a tres germans grangers de l'Alta Savoia. Des de llavors, Gilles Perret ha dedicat regularment les seves pel·lícules al seu departament natal. Preocupada per les qüestions econòmiques i socials, la seva producció es va centrar més en les qüestions socials a partir de 2003.
Gilles Perret va dirigir la pel·lícula Walter, retour en résistance sobre la vida i les conviccions de Walter Bassan, que va ser a l'origen de la primera reunió el 4 de maig de 2007 a l'altiplà de Glières en oposició a l'arribada de Nicolas Sarkozy: Mr. Sarkozy no serveix a la memòria de Glières i la Resistència, el Sr. Sarkozy se serveix de Glières. Perret també és un dels fundadors de l'associació Citoyens résistants d'hier et d'aujourd'hui, nascuda a partir de les trobades ciutadanes a l'altiplà de Glières el 2007 i el 2008.
La projecció l'any 2009 a Montpeller de la pel·lícula Walter, retour en résistance, en la qual apareix Stéphane Hessel, va fer que Sylvie Crossman, fundadora d'Indigène éditions, conegués el significat de les paraules de Hessel. Aquesta pel·lícula contribueix així a l'origen del llibre Indignez-vous !.
La pel·lícula Les Jours heureux, estrenada l'any 2013, pretén reviure l'esperit del Programa del Consell Nacional de la Resistència. De la mateixa manera, Gilles Perret ret homenatge a Ambroise Croizat, fundador de la Seguretat social, a La Sociale (2016). Després va seguir, durant tres mesos, amb la càmera a l'espatlla, Jean-Luc Mélenchon en la seva campanya per a les eleccions presidencials de 2017. Va estrenar un llargmetratge, L'Insoumis, que va ser rebutjat per molts distribuïdors i cinemes a causa de la personalitat divisiva del polític.
El 2019, Gilles Perret va codirigir amb François Ruffin un documental sobre el moviment de les Armilles Grogues, J'veux du soleil. Durant una setmana, viatgen per França per recollir nombrosos testimonis de persones implicades en aquesta mobilització.
El 2020, va ser un dels membres fundadors del Consell Nacional de la Nova Resistència, un moviment polític fundat per sociòlegs, economistes, advocats, periodistes i filòsofs propers als valors de l'esquerra, a la secretaria del qual es va incorporar.
El 2021 va dirigir Debout les femmes !, documental que segueix la trajectòria dels diputats François Ruffin (que va tornar a codirigir la pel·lícula) i Bruno Bonnell, que va escriure l'informe parlamentari sobre les "professions de la connexió" de 2019 a 2020 i destaca la precarietat dels auxiliars d'atenció social, acompanyant d'estudiants amb discapacitat, i minyones. A la cerimònia dels Césars de 2022, va ser nominada a la millor pel·lícula documental.
El 2022, Reprise en main és la primera pel·lícula de ficció dirigida per Gilles Perret. Està coescrita amb la seva parella, Marion Richoux. Aquesta comèdia social és protagonitzada per Cédric, un treballador d'una fàbrica de degollatge a l'Alta Savoia, que intenta, amb els seus amics de la infància, evitar una altra compra de la seva fàbrica mitjançant una compra palanquejada, creant el seu propi fons d'inversió.
L'any 2024, La Ferme des Bertrand li permet tornar al tema i extractes de la seva primera pel·lícula i construir una anàlisi de l'ocupació d'una explotació ramadera de muntanya durant diverses generacions. De Gilles Perret, François Ruffin diu: Gilles és el més simpàtic dels homes. El seu plantejament em toca: revelar l'universal en el local.

## Filmografia
- 1998 : Trois frères pour une vie...
- 2000 : Les Alpes en musique (migmetratge documental)[24]
- 2001 : Les Sauveteurs des cimes[25] (emesa a La Case de l'oncle Doc)
- 2002 : La Chauffe (curtmetratge documental)[24]
- 2003 : L’Envers des Grands (curtmetratge documental)[24]
- 2003 : T.I.R.-toi du Mont-Blanc (migmetratge documental)[24]
- 2004 : L'Homme qui revient de haut (curtmetratge documental)
- 2004 : 8 clos à Évian
- 2005 : Les Saisonniers (curtmetratge documental)[24]
- 2006 : Ma mondialisation
- 2007 : Ça chauffe sur les Alpes (migmetratge documental)
- 2009 : Walter, retour en résistance
- 2010 : Après l'école, l'alpage (curtmetratge documental)
- 2012 : De mémoire d'ouvriers
- 2013 : Les Jours heureux
- 2014 : Du plomb dans l'or blanc (curtmetratge documental)
- 2016 : La Sociale
- 2017 : Mélenchon, la campagne d'un insoumis (migmetratge documental)[24] - primera versió de la següent pel·lícula, emesa per televisió
- 2018 : L'Insoumis
- 2019 : J'veux du soleil - codirigida amb François Ruffin
- 2021 : Debout les femmes ! - codirigida amb François Ruffin
- 2022 : Reprise en main (llargmetratge de ficció) - coescrit amb Marion Richoux
- 2024 : La Ferme des Bertrand
- 2024 : Au boulot !  codirigida amb François Ruffin

## Distincions

### Premis
- Festival de Cinema Social de Perusa 2019: Premi del Públic per J'veux du soleil[26]

### Nominacions
- César 2022 : millor pel·lícula documental per Debout les femmes !
- César 2025 : millor pel·lícula documental per La Ferme des Bertrand